# Rajd Niemiec 1991
Rajd Niemiec 1991 (10. ADAC Rallye Deutschland) – 10 edycja rajdu samochodowego Rajd Niemiec rozgrywanego w Niemczech. Rozgrywany był od 12 do 18 lipca 1991 roku. Była to dwudziesta dziewiąta runda Rajdowych Mistrzostw Europy w roku 1991 (rajd miał najwyższy współczynnik - 20) oraz szósta runda Rajdowych Mistrzostw Niemiec.

## Klasyfikacja rajdu
| Miejsce                      | Kierowca                     | Pilot                        | Samochód                     | Czas                         | Strata                       |                              |
| Klasyfikacja generalna i ERC | Klasyfikacja generalna i ERC | Klasyfikacja generalna i ERC | Klasyfikacja generalna i ERC | Klasyfikacja generalna i ERC | Klasyfikacja generalna i ERC | Klasyfikacja generalna i ERC |
| ---------------------------- | ---------------------------- | ---------------------------- | ---------------------------- | ---------------------------- | ---------------------------- | ---------------------------- |
| 1.                           | Piero Liatti                 | Luciano Tedeschini           | Lancia Delta Integrale 16V   | 3:32:26                      | 0.0                          |                              |
| 2.                           | Erwin Weber                  | Manfred Hiemer               | Volkswagen Golf G60 Rallye   | 3:33:14                      | +48                          |                              |
| 3.                           | Michael Gerber               | Peter Thul                   | Mitsubishi Galant VR-4       | 3:38:38                      | +6:12                        |                              |
| 4.                           | John Bosch                   | Kevin Gormley                | BMW M3 E30                   | 3:43:58                      | +11:32                       |                              |
| 5.                           | Marc Soulet                  | Jean-Marc Fortin             | Ford Sierra RS Cosworth 4x4  | 3:49:38                      | +17:12                       |                              |
| 6.                           | Kalle Grundel                | Klaus Hopfe                  | Peugeot 309 GTI              | 3:50:55                      | +18:29                       |                              |
| 7.                           | Jean-Marie Milissen          | Jean-Louis France            | Ford Sierra RS Cosworth 4x4  | 3:51:53                      | +19:27                       |                              |
| 8.                           | Erwin Doctor                 | Theo Badenberg               | Opel Kadett GSI 16V          | 3:53:06                      | +20:40                       |                              |
| 9.                           | Dieter Depping               | Lothar Lüttmann              | Ford Sierra RS Cosworth 4x4  | 3:54:44                      | +22:18                       |                              |
| 10.                          | Philippe Camandona           | Séverine Dubuis              | Ford Sierra RS Cosworth      | 3:55:22                      | +22:56                       |                              |